# Érintett
A személyes adatok védelméhez kapcsolódó jogok tekintetében rendelkezni jogosult természetes személy.
A meg nem született személy esetén az érintett általában az anya. Cselekvőképtelen személy esetén az érintett a törvényes képviselő. Kiskorú személy esetén az érintett a szülő vagy gondviselő. Kompetens személy esetén pedig az, akivel a személyes adatok kapcsolatba hozhatók. Elhalt személy adatait pedig már nem védi az adatvédelmi törvény.
Előfordulhat, hogy egy adathalmaz egyszerre több természetes személlyel hozható kapcsolatba. Ilyenkor mindegyik személy csak a rá vonatkozó adatok tekintetében gyakorolhatja a jogait. Az adatkezelő feladata annak biztosítása, hogy ezeket a jogokat minden érintett a másiktól függetlenül, vagy éppenséggel vele összefüggésben tudja gyakorolni.
Az érintett az adatvédelemhez fűződő jogait megbízottja útján is érvényesítheti, aki lehet például ügyvéd, közeli hozzátartozó, házastárs stb. A megbízottnak a megbízás tényét hiteles magánokirattal kell bizonyítania.